# ミーガン・ラピノー
ミーガン・アンナ・ラピノー（英語: Megan Anna Rapinoe [rəˈpiːnoʊ] ( 音声ファイル)、1985年7月5日 - ）は、アメリカ合衆国のサッカー選手。ナショナル・ウーマンズ・サッカーリーグ（NWSL）のOLレインに所属する。ポジションはミッドフィールダー、ウインガー。2019年に女子バロンドール、FIFA女子最優秀選手賞を受賞した。
アメリカ合衆国女子代表として2012年ロンドンオリンピック、2015 FIFA女子ワールドカップと2019 FIFA女子ワールドカップでの優勝に貢献し、2019年のワールドカップでは最優秀選手と得点王を受賞した。2018年より、カーリー・ロイド、アレックス・モーガンと共同で代表チームの主将を務めている。
創造的なプレースタイルで知られており、2011 FIFA女子ワールドカップ準々決勝でアビー・ワンバックの延長戦での同点ゴールをアシストしたプレーは2011年のESPN ESPY Award for Best Play of the Year に選出された。また、ロンドンオリンピックでは、コーナーキックから直接得点を記録したが、これは五輪のサッカー競技では男女通じて初めてのことであった。
同性愛者であることをカミングアウトしており、自らLGBTの権利擁護活動にも参加している。また、アメリカ社会の不平等に抗議して国歌斉唱を拒否したり、アメリカ合衆国サッカー連盟に対し選手の待遇を男女平等にするよう訴えたりするなど、社会の関心を集める活動をしばしば行っている（#発言・行動）。

## 生い立ち
カリフォルニア州シャスタ郡レディングで生まれ育った。6人きょうだいの末っ子であり、ミーガンの11分前に生まれた二卵性双生児の姉レイチェル・ラピノーもサッカー選手である。ミーガンは兄のブライアンに憧れて3歳からサッカーを始め、幼少期にはブライアンからサッカーを教わった。ミーガンが10歳の時、ブライアンは薬物使用のため少年鑑別所に入れられるが、後に彼は妹がサッカー選手として成功するのを見て、薬物をやめようと心に固く誓ったという。ラピノー姉妹にとっては、カリフォルニア郊外で蔓延する薬物から逃れるための手段がサッカーであった。

## クラブでの経歴

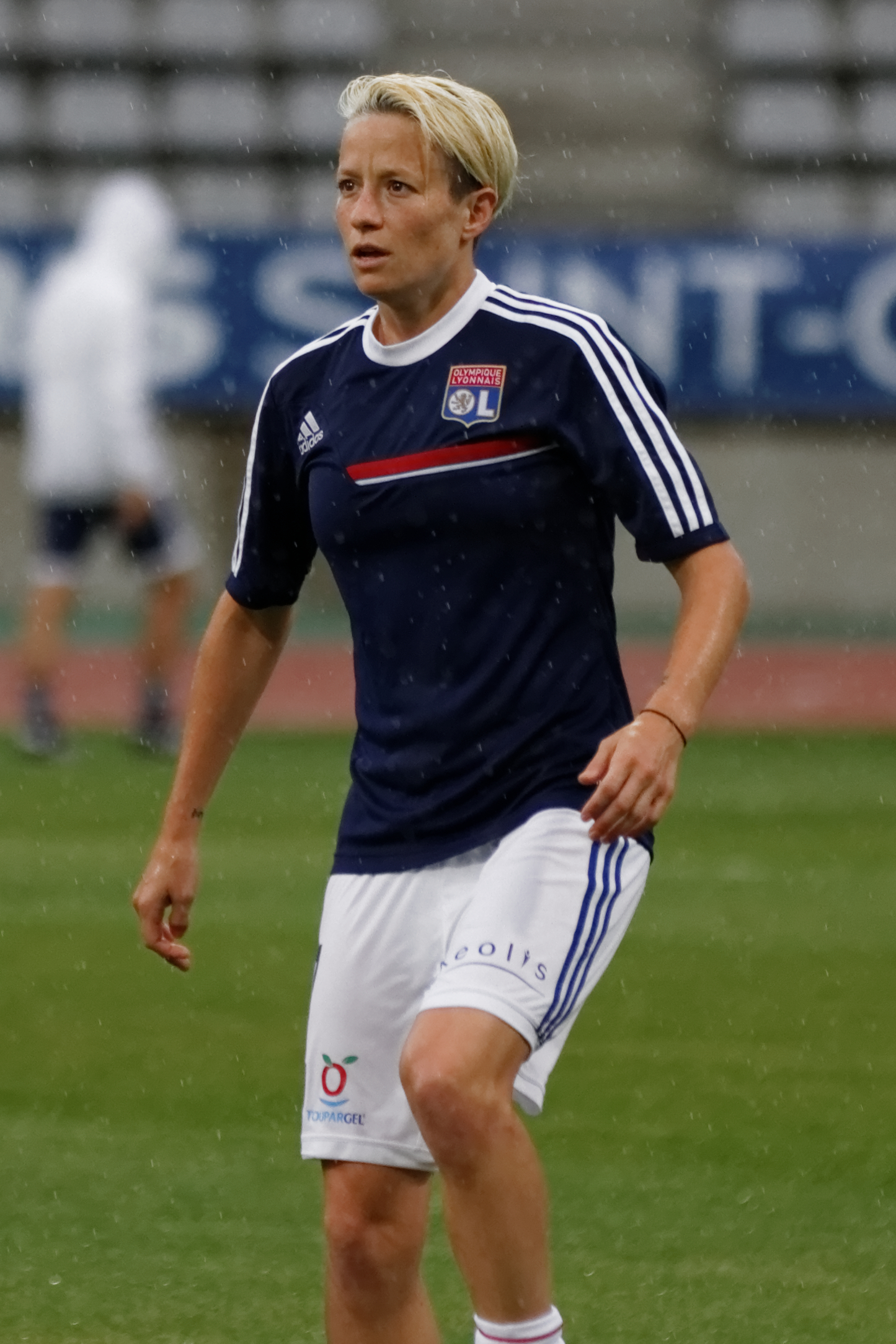
オリンピック・リヨン時代のラピノー

高校に入学するまで、彼女は父親が指導するチームでプレーした。入学後は高校のクラブではプレーせず、2002年から2005年にかけてサクラメント南部にあるウィメンズ・プレミア・サッカーリーグ所属の Elk Grove Pride というクラブでプレーした。この時のチームメイトには姉のレイチェルや、のちに代表でもチームメイトとなるステファニー・コックスがいた。高校では1年生・2年生の時に陸上競技、1年生・2年生・4年生の時にバスケットボールをプレーし、全ての学期で成績優秀者の表彰を受けた。
高校卒業後に進学したポートランド大学では、1年生であった2005年から25試合に先発出場して15試合13アシストを記録する活躍を見せた。翌2006年にも11試合に出場して10得点2アシストの成績を残すが、シーズン途中で前十字靭帯損傷により離脱した。2007年は故障の影響からほとんど試合に出場できなかったが、最終学年となる2008年には復帰し、5得点13アシストを記録した。
大学卒業後の2009年、ドラフト（2009 WPS Draft）で指名され、アメリカ女子プロサッカー（WPS）所属のシカゴ・レッドスターズに加入した。2010年にはフィラデルフィア・インディペンデンスに移籍、その後マジックジャック、オーストラリアのシドニーFC、シアトル・サウンダーズなどのチームでプレーした。
2013年にはフランス女子サッカーリーグのオリンピック・リヨンに移籍 。同年のUEFA女子チャンピオンズリーグでは、準準決勝のFCマルメ戦 、準決勝のFCFジュヴィジー戦で得点を挙げた。チームは決勝に進出し、VfLヴォルフスブルクと対戦するが敗れた。
2013年からは、アメリカに帰国してレインFC（のちにOLレインに改名）に所属する。
2017年シーズン、18試合に出場して12ゴール1アシストの成績を残してリーグのセカンドベストイレブンに選出された。
2018年シーズン、16試合に出場して7ゴール6アシストの活躍でリーグのベストイレブンに選出された。
2023年7月8日、2023年シーズンをもってプロサッカー選手を引退することを発表した。

## 代表

### 世代別
2002年、アメリカU-16代表に選出され、フランスやヒューストンへの遠征に参加した。また2003年5月には、ヒューストンで行われた米国ユースサッカー協会による国際トーナメント戦でもプレーした。
2003年から2005年にかけては、U-19サッカーアメリカ合衆国女子代表として21試合に出場し9得点を記録した。2003年1月にU-19代表に初めて選出され、カリフォルニア州チュラビスタでの合宿に参加した。同年3月1日のメキシコ戦で初得点を挙げ、同年7月にはオランダ、ドイツへの遠征に参加した。2004年にはCONCACAFの世界選手権予選で3得点を挙げ、同年にタイ王国で開催された2004 FIFA U-19女子世界選手権でもチーム最多となる3得点を記録し、チームは同大会で3位の成績を残した。ラピノーは3位決定戦のブラジル戦でも得点を挙げた。

### アメリカ代表
2006年、初めてサッカーアメリカ合衆国女子代表の合宿に参加した。2006年7月23日の親善試合アイルランド戦で代表デビューを果たし、同年10月1日のチャイニーズタイペイ戦で代表初得点を含む2得点を記録した。
その後2007年から2008年にかけては相次ぐ前十字靭帯損傷のため代表の試合に出場できず、2007 FIFA女子ワールドカップや北京オリンピックの出場も逃した。2009年に代表に復帰すると、同年は7試合（うち6試合は先発）に出場し、2得点１アシストを記録した。

#### 2011 FIFA女子ワールドカップ

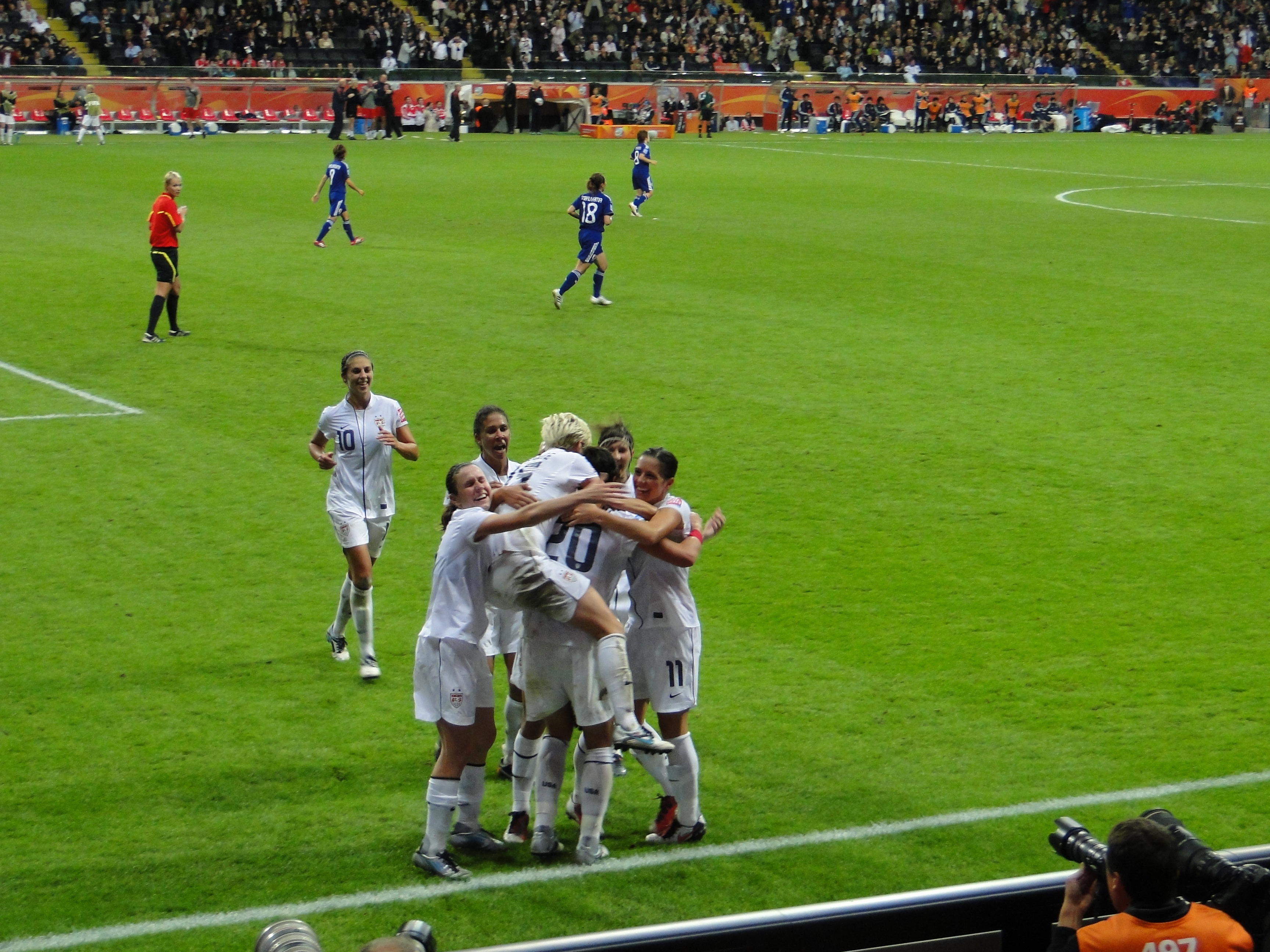
2011 FIFA女子ワールドカップ・決勝でゴールを喜ぶラピノーとチームメイト

2010年には、10試合の代表戦に出場（うち8試合は先発）し、4得点2アシストを記録した。
ワールドカップ予選を兼ねた2010 CONCACAF女子ゴールドカップでは、グアテマラ戦で２得点を挙げた。同大会でアメリカ代表は3位となり、イタリアとの大陸間プレーオフを制してワールドカップ出場を決定した。大陸間プレーオフの第二戦でははエイミー・ロドリゲスの得点をアシストし、ワールドカップ出場決定に貢献した。
翌年、ドイツで開催される2011 FIFA女子ワールドカップの代表メンバーに選出された。本戦ではグループステージのコロンビア戦で得点を挙げた。得点後にはコロンビアのゴール左手のコーナーに置かれていた放送用のマイクを使ってブルース・スプリングスティーンの「ボーン・イン・ザ・U.S.A.」を歌うゴールパフォーマンスを披露した。
ブラジルとの準々決勝では途中出場し、延長後半ロスタイム2分にアビー・ワンバックの同点ゴールをアシストした。このゴールは、ワールドカップ史上最も遅い時間帯に挙げられた得点となった。その後PK戦では四人目のキッカーを務めてPKを成功させ、アメリカ代表は準決勝に進出した。
準決勝のフランス戦でもアシストを挙げ、フランクフルトのコメルツバンクアレナで行われた決勝の日本戦では、後半24分に前線へロングパスを送ってアレックス・モーガンの先制ゴールをアシストした。結果的にはPK戦の末日本に敗れ、アメリカ代表は準優勝に終わった。ラピノーは大会を通して全6試合に出場し、1得点3アシストという成績を残した。

#### 2012年ロンドンオリンピック

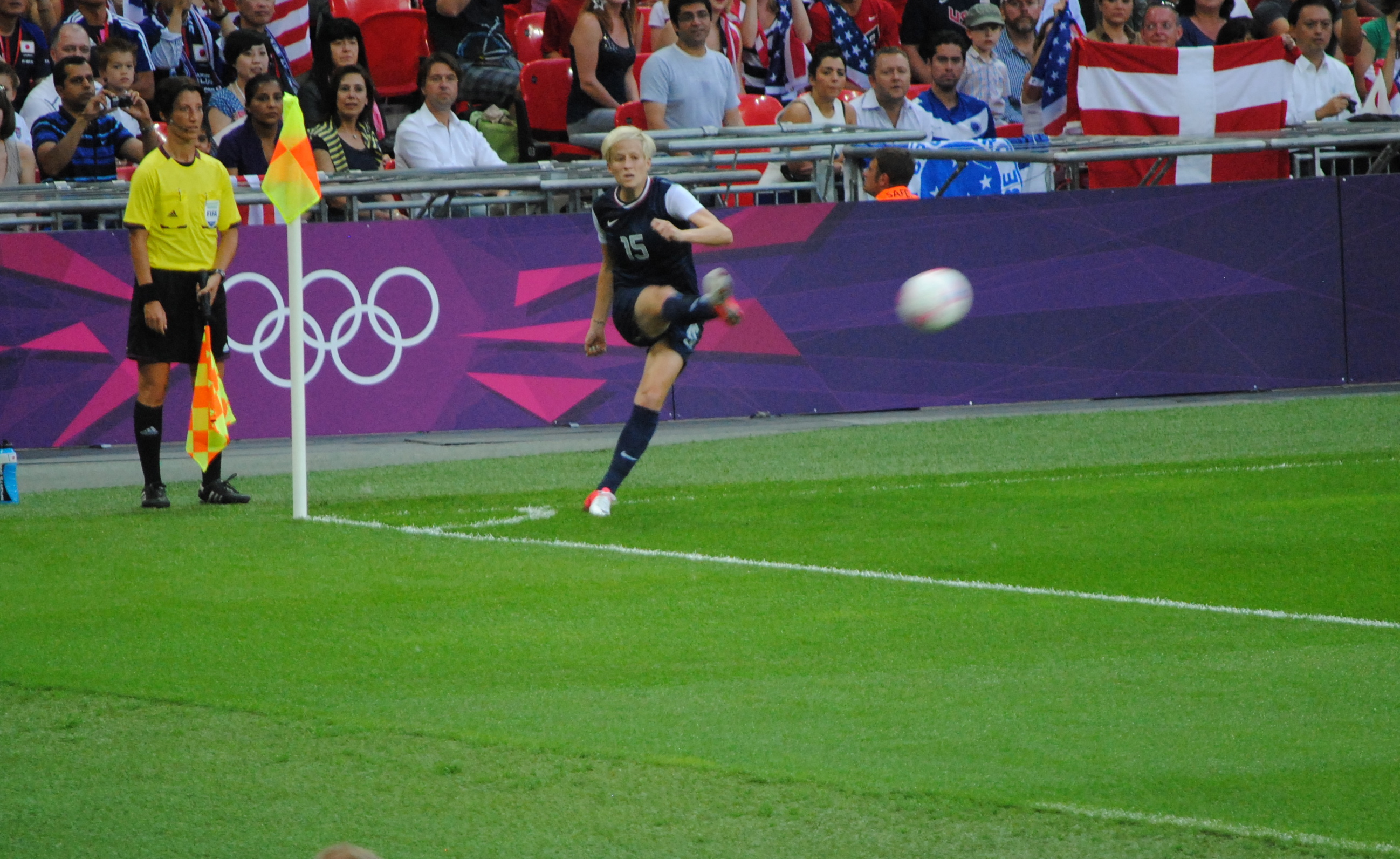
ロンドンオリンピック決勝でコーナーキックを蹴るラピノー

ラピノーは、2012年ロンドンオリンピックでのアメリカ代表の金メダル獲得に貢献した。グループステージ第2戦のコロンビア戦では決勝ゴールを挙げ、マンチェスターのオールド・トラッフォードで行われた準決勝のカナダ戦では2度の同点ゴールを挙げた。最初のゴールはコーナーキックを蹴って直接ゴールネットを揺らし得点を挙げたものであり、コーナーキックから直接得点を挙げたのはオリンピックのサッカー競技では男女通じて初めてのことであった。
決勝の日本戦ではカーリー・ロイドの得点をアシストし、チームは勝利して金メダルを獲得した。大会を通して3得点4アシストの成績を残し、同大会で最高の選手の一人であったと広くみなされ、BBCが選ぶ大会のベストチームに名を連ねた。
2012年の代表戦では、自己最高となる8得点12アシストの成績を残した。

#### 2013年 - 2014年

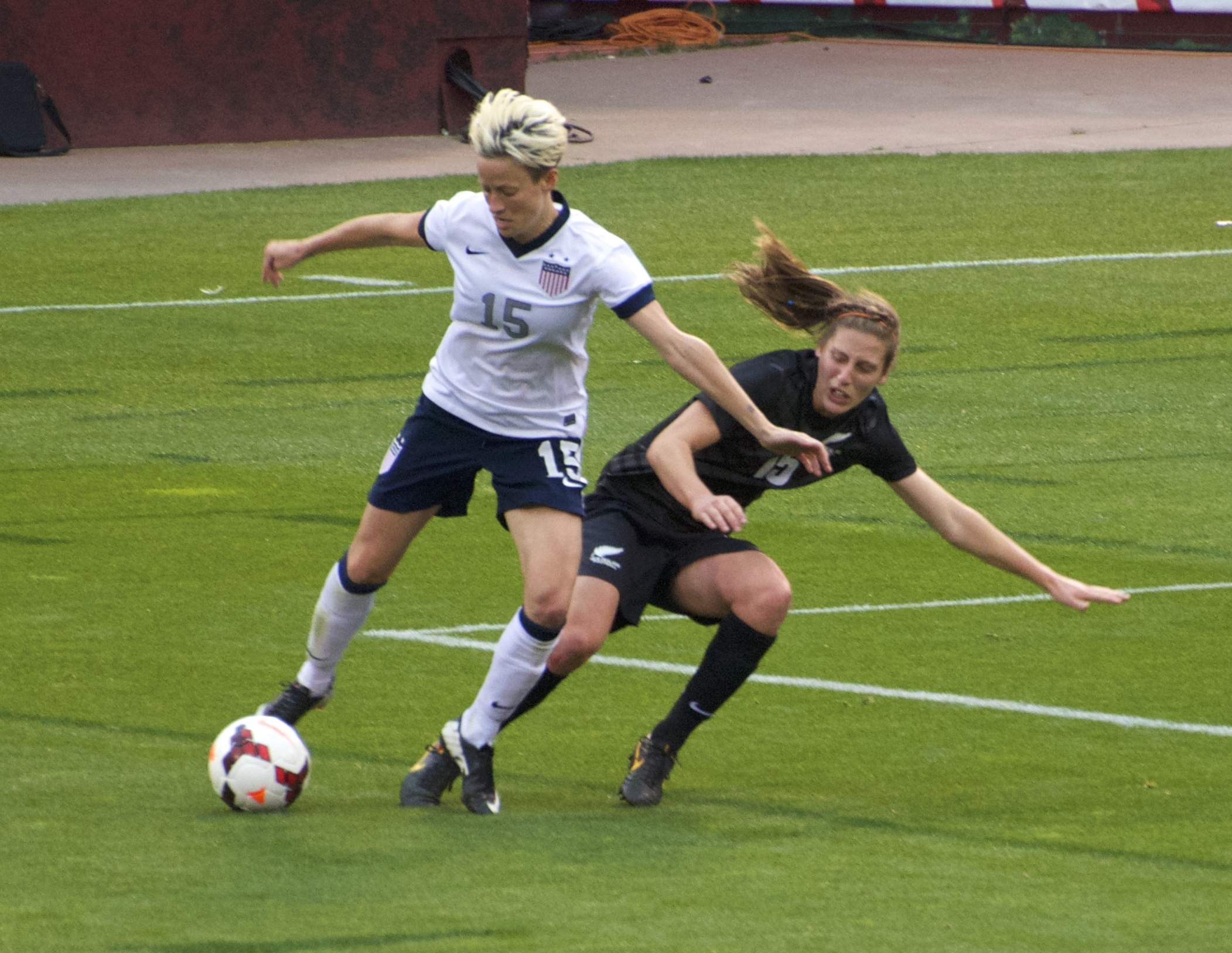
2013年10月27日、ニュージーランド戦でプレーするラピノー

2013年のアルガルヴェ・カップでは、練習中の負傷のため決勝戦を欠場し、4試合中2試合しか出場できなかったにもかかわらず大会のベストイレブンに選出された。
2013年6月20日に行われた親善試合の韓国戦で、アビー・ワンバックの代表159個目となる得点をアシストした。ワンバックはこのゴールで男女通じて国際試合での世界最多得点記録を更新した。10月27日の親善試合ニュージーランド戦では直接フリーキックで得点し、プレイヤー・オブ・ザ・マッチに選ばれた。

#### 2015 FIFA女子ワールドカップ
2015年4月、2015 FIFA女子ワールドカップを戦うアメリカ代表に選出された。ワールドカップではグループリーグ緒戦のオーストラリア戦で12分と78分に得点を挙げた。チームは史上3度目となる優勝。

#### 2019 FIFA女子ワールドカップ
2019 FIFA女子ワールドカップでは、チームメートのアレックス・モーガンと並んで大会最多の6得点3アシストを挙げ、得点王（ゴールデンブーツ）を受賞した。決勝のオランダ戦ではPKを決め、女子ワールドカップの決勝では史上最年長で得点した選手となった。また、決勝ではプレイヤー・オブ・ザ・マッチに選ばれた。チームはワールドカップ二連覇を達成した。ラピノーは大会通しての活躍が評価され、大会の最優秀選手（ゴールデンボール）も受賞した。

#### 2023 FIFA女子ワールドカップ
2023年7月8日、彼女は2023年のワールドカップが彼女にとって最後の主要大会となり、年末にプロサッカー選手から引退すると発表した。 8月6日、アメリカ代表はラウンド16でスウェーデンとのPK戦の末に敗退。ラピノーはワールドカップ最後の試合となった試合でPKを外した3人の米国選手のうちの1人だった。

### 代表での得点
| ゴール | 日付       | 開催地             | 対戦相手             | 得点時間 | 得点 | 試合結果 | 試合概要                                          |
| ------ | ---------- | ------------------ | -------------------- | -------- | ---- | -------- | ------------------------------------------------- |
| 1      | 2006-10-01 | カーソン           | チャイニーズタイペイ | 79       | 9–0  | 10–0     | 親善試合                                          |
| 2      | 2006-10-01 | カーソン           | チャイニーズタイペイ | 82       | 10–0 | 10–0     | 親善試合                                          |
| 3      | 2009-03-09 | フェレイラス       | ノルウェー           | 21       | 1–0  | 1–0      | アルガルヴェ・カップ グループB                    |
| 4      | 2009-05-25 | トロント           | カナダ               | 46       | 2–0  | 4–0      | 親善試合                                          |
| 5      | 2010-07-17 | ハートフォード     | スウェーデン         | 33       | 1–0  | 3–0      | 親善試合                                          |
| 6      | 2010-10-02 | ケネソー           | 中華人民共和国       | 21       | 1–0  | 2–1      | 親善試合                                          |
| 7      | 2010-10-30 | カンクン           | グアテマラ           | 22       | 2–0  | 9–0      | CONCACAF女子ゴールドカップ グループB              |
| 8      | 2010-10-30 | カンクン           | グアテマラ           | 40       | 5–0  | 9–0      | CONCACAF女子ゴールドカップ グループB              |
| 9      | 2011-03-02 | サント・アントニオ | 日本                 | 18       | 2–0  | 2–1      | アルガルヴェ・カップ グループA                    |
| 10     | 2011-04-02 | ロンドン           | イングランド         | 39       | 1–2  | 1–2      | 親善試合                                          |
| 11     | 2011-07-02 | ジンスハイム       | コロンビア           | 50       | 2–0  | 3–0      | 2011 FIFA女子ワールドカップ グループC             |
| 12     | 2012-01-22 | バンクーバー       | グアテマラ           | 75       | 11–0 | 13–0     | ロンドンオリンピック・北中米カリブ海予選          |
| 13     | 2012-07-28 | グラスゴー         | コロンビア           | 33       | 1–0  | 3–0      | ロンドンオリンピック グループG                    |
| 14     | 2012-08-06 | マンチェスター     | カナダ               | 54       | 1–1  | 4–3 aet  | ロンドンオリンピック 準決勝                       |
| 15     | 2012-08-06 | マンチェスター     | カナダ               | 70       | 2–2  | 4–3 aet  | ロンドンオリンピック 準決勝                       |
| 16     | 2012-09-01 | ロチェスター       | コスタリカ           | 13       | 1–0  | 8–0      | 親善試合                                          |
| 17     | 2012-09-01 | ロチェスター       | コスタリカ           | 45       | 5–0  | 8–0      | 親善試合                                          |
| 18     | 2012-12-01 | グレンデール       | アイルランド         | 38       | 2–0  | 2–0      | 親善試合                                          |
| 19     | 2012-12-15 | ボカラトン         | 中華人民共和国       | 36       | 2–0  | 4–1      | 親善試合                                          |
| 20     | 2013-02-13 | ナッシュビル       | スコットランド       | 21       | 1–0  | 3–1      | 親善試合                                          |
| 21     | 2013-03-08 | アルブフェイラ     | 中華人民共和国       | 46       | 3–0  | 5–0      | アルガルヴェ・カップ グループB                    |
| 22     | 2013-04-05 | オッフェンバッハ   | ドイツ               | 55       | 2–0  | 3–3      | 親善試合                                          |
| 23     | 2013-10-27 | サンフランシスコ   | ニュージーランド     | 7        | 1–0  | 4–1      | 親善試合                                          |
| ※      | 2014-02-13 | アトランタ         | ロシア               | 65       | 5–0  | 8–0      | 親善試合                                          |
| 24     | 2014-03-10 | アルブフェイラ     | デンマーク           | 68       | 3–4  | 3–5      | アルガルヴェ・カップ グループB                    |
| 25     | 2014-04-06 | コマースシティ     | 中華人民共和国       | 78       | 2–0  | 2–0      | 親善試合                                          |
| 26     | 2014-08-20 | ケーリー           | スイス               | 3        | 1–0  | 4–1      | 親善試合                                          |
| 27     | 2014-09-19 | ロチェスター       | メキシコ             | 37       | 2–0  | 4–0      | 親善試合                                          |
| 28     | 2014-10-17 | シカゴ             | グアテマラ           | 66       | 5–0  | 5–0      | CONCACAF女子選手権 グループA                      |
| 29     | 2014-12-14 | ブラジリア         | ブラジル             | 9        | 2–0  | 2–3      | ブラジリア国際トーナメント                        |
| 30     | 2015-06-08 | ウィニペグ         | オーストラリア       | 12       | 1–0  | 3–1      | 2015 FIFA女子ワールドカップ Group D               |
| 31     | 2015-06-08 | ウィニペグ         | オーストラリア       | 78       | 3–1  | 3–1      | 2015 FIFA女子ワールドカップ Group D               |
| 32     | 2017-07-31 | サンディエゴ       | ブラジル             | 85       | 3–3  | 4–3      | トーナメント・オブ・ネイションズ                  |
| 33     | 2017-08-03 | カーソン           | 日本                 | 12       | 1–0  | 3–0      | トーナメント・オブ・ネイションズ                  |
| 34     | 2017-10-19 | ニューオーリンズ   | 韓国                 | 52       | 3–1  | 3–1      | 親善試合                                          |
| 35     | 2018-03-02 | コロンバス         | ドイツ               | 17       | 1–0  | 1–0      | シービリーブスカップ                              |
| 36     | 2018-04-08 | ヒューストン       | メキシコ             | 64       | 5–2  | 6–2      | 親善試合                                          |
| 37     | 2018-06-12 | クリーブランド     | 中華人民共和国       | 35       | 1–0  | 2–1      | 親善試合                                          |
| 38     | 2018-07-26 | カンザスシティ     | 日本                 | 66       | 4–1  | 4–2      | トーナメント・オブ・ネイションズ                  |
| 39     | 2018-10-04 | ケーリー           | メキシコ             | 3        | 4–0  | 6–0      | 2018 CONCACAF女子選手権                           |
| 40     | 2018-10-04 | ケーリー           | メキシコ             | 70       | 5–0  | 6–0      | 2018 CONCACAF女子選手権                           |
| 41     | 2018-10-14 | フリスコ           | ジャマイカ           | 15       | 2–0  | 6–0      | 2018 CONCACAF女子選手権                           |
| 42     | 2019-02-27 | チェスター         | 日本                 | 23       | 1–0  | 2–2      | シービリーブスカップ                              |
| 43     | 2019-03-02 | ナッシュビル       | イングランド         | 33       | 1–0  | 2–2      | シービリーブスカップ                              |
| 44     | 2019-04-04 | コマースシティ     | オーストラリア       | 61       | 3–2  | 5–3      | 親善試合                                          |
| 45     | 2019-06-11 | ランス             | タイ                 | 79       | 9–0  | 13–0     | 2019 FIFA女子ワールドカップ グループF             |
| 46     | 2019-06-24 | ランス             | スペイン             | 7        | 1–0  | 2–1      | 2019 FIFA女子ワールドカップ 決勝トーナメント1回戦 |
| 47     | 2019-06-24 | ランス             | スペイン             | 76       | 2–1  | 2–1      | 2019 FIFA女子ワールドカップ 決勝トーナメント1回戦 |
| 48     | 2019-06-28 | パリ               | フランス             | 5        | 1–0  | 2–1      | 2019 FIFA女子ワールドカップ 準々決勝              |
| 49     | 2019-06-28 | パリ               | フランス             | 65       | 2–0  | 2–1      | 2019 FIFA女子ワールドカップ 準々決勝              |
| 50     | 2019-07-07 | リヨン             | オランダ             | 61       | 1–0  | 2–0      | 2019 FIFA女子ワールドカップ 決勝                  |
|        |            |                    |                      |          |      |          |                                                   |

注釈
1. ↑  当初ラピノーの得点とされたが、その後モーガン・ブライアン（英語版）の得点に訂正された。

## タイトル

### チーム
オリンピック・リヨン
- フランス女子サッカーリーグ（ディヴィジオン・アン）: 2012–13
- クープ・ドゥ・フランス: 2012–13
- UEFA女子チャンピオンズリーグ 準優勝: 2012–13

レインFC
- NWSLシールド: 2014, 2015[51]

アメリカ合衆国代表
- FIFA女子ワールドカップ: 2015[52], 2019[49]; 準優勝: 2011
- オリンピック: 2012[53]
- アルガルヴェ・カップ: 2011, 2013[54], 2015[55]
- CONCACAF女子選手権: 2014, 2018[56]
- シービリーブスカップ: 2018[57]
- トーナメント・オブ・ネイションズ: 2018

### 個人
- FIFA最優秀選手賞:2019[58]
- 女子バロンドール:2019
- FIFA女子ワールドカップ最優秀選手（ゴールデンボール）: 2019[59]
- FIFA女子ワールドカップ得点王（ゴールデンブーツ）: 2019[59]
- 2019 FIFA女子ワールドカップ決勝戦プレイヤー・オブ・ザ・マッチ[60]
- アルガルヴェ・カップ MVP: 2013[54]
- NWSL Best XI First Team: 2018[61]
- NWSL Best XI Second Team: 2013, 2015[62], 2017[63]
- NWSL Player of the Week: 2013 Week 16[64], 2015 Week 1[65], 2017 Week 11, 2017 Week 14, 2018 Week 1[66], 2018 Week 7[67]

### 表彰

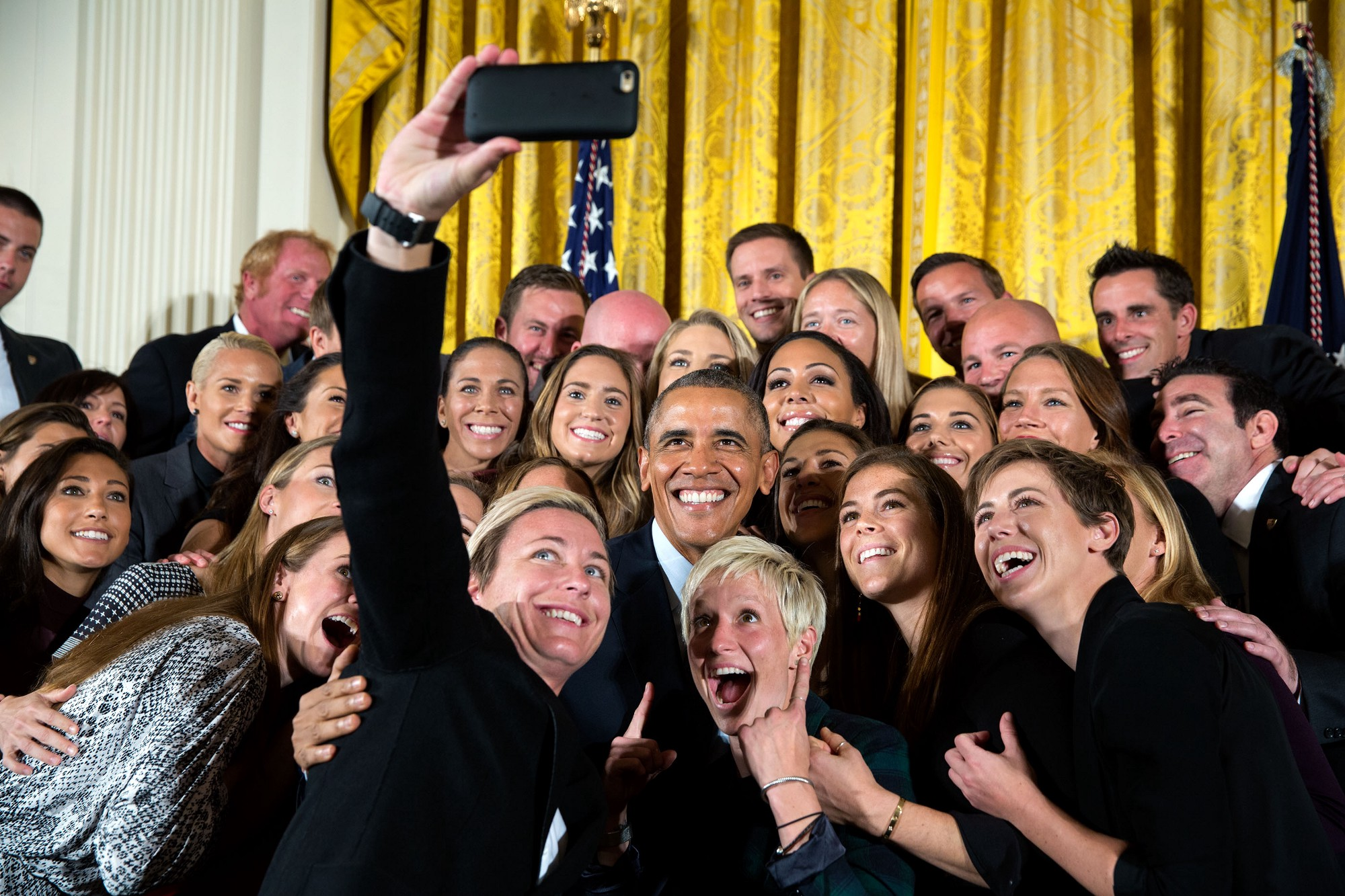
バラク・オバマ大統領と記念撮影をするラピノーとチームメイト

2011年のワールドカップでの活躍を受けて、出身地のレディングでは彼女を表彰するパレードが開催され、9月10日が「ミーガン・ラピノーの日」として制定された。2012年10月25日、FIFA女子最優秀選手賞の候補10人の一人に選ばれた。同年、スポーツ・イラストレイテッドによる Most Inspiring Performers の最終候補にも名前が挙がった。2012年11月10日には、LGBTのスポーツ選手への認識を広めたことを称され、ロサンゼルスLGBTセンターから表彰を受けた。
2014年12月、フットボール選手のライアン・オキャラハン、リッキー・レイと共に、出身地であるカリフォルニア州シャスタ郡のスポーツの殿堂に選出された。
2015年、National Gay and Lesbian Sports Hall of Fameに選出された。
ワールドカップでMVP・得点王に輝いた2019年には、FIFA女子最優秀選手に選出された。イタリアのミラノで行われた授賞式に参加し、「本当に信じられない1年だった」と活躍を振り返った。
2022年7月7日にはアメリカ合衆国で文民に贈られる最高位の勲章である大統領自由勲章を受章している。

## 私生活
大学一年生の時に同性愛者であることを自覚した。2012年7月、彼女はLGBTファッション雑誌のOutで同性愛者であることをカミングアウトした。同誌によれば、彼女は2009年からオーストラリアのサッカー選手 Sarah Welsh と交際していた。2013年にWelshとの関係を解消した。その後、シアトルのレコードレーベル、サブ・ポップに所属するアーティスト Sera Cahoone と交際し、2015年8月に婚約を発表した。2017年1月、結婚を保留することを発表した。2017年7月には、2016年後半からシアトル・ストーム所属のバスケットボール選手、スー・バードと交際していることを認めた。2018年、バードとラピノーはThe Body Issue（ESPNが発行するESPNマガジンの、スポーツ選手のヌード写真を掲載する企画）の表紙を、同性カップルのスポーツ選手として初めて飾った。

### スポンサー
ラピノーはナイキ、サムスン電子とスポンサー契約を結んでいる。ナイキの複数のCMに出演したことがある。2013年、衣料品メーカーの Wildfang の広告に登場し、また医療機器メーカーの DJO Global ともパートナーシップを結んだ。2016年には、エナジー・ブランズ（グラソー）のビタミンウォーターの広告に出演した。同年には、ナイキのCMでクリスティアーノ・ロナウドと共演している。

## 発言・行動

### 優勝パレード、ホワイトハウスの表敬訪問

#### 2015年

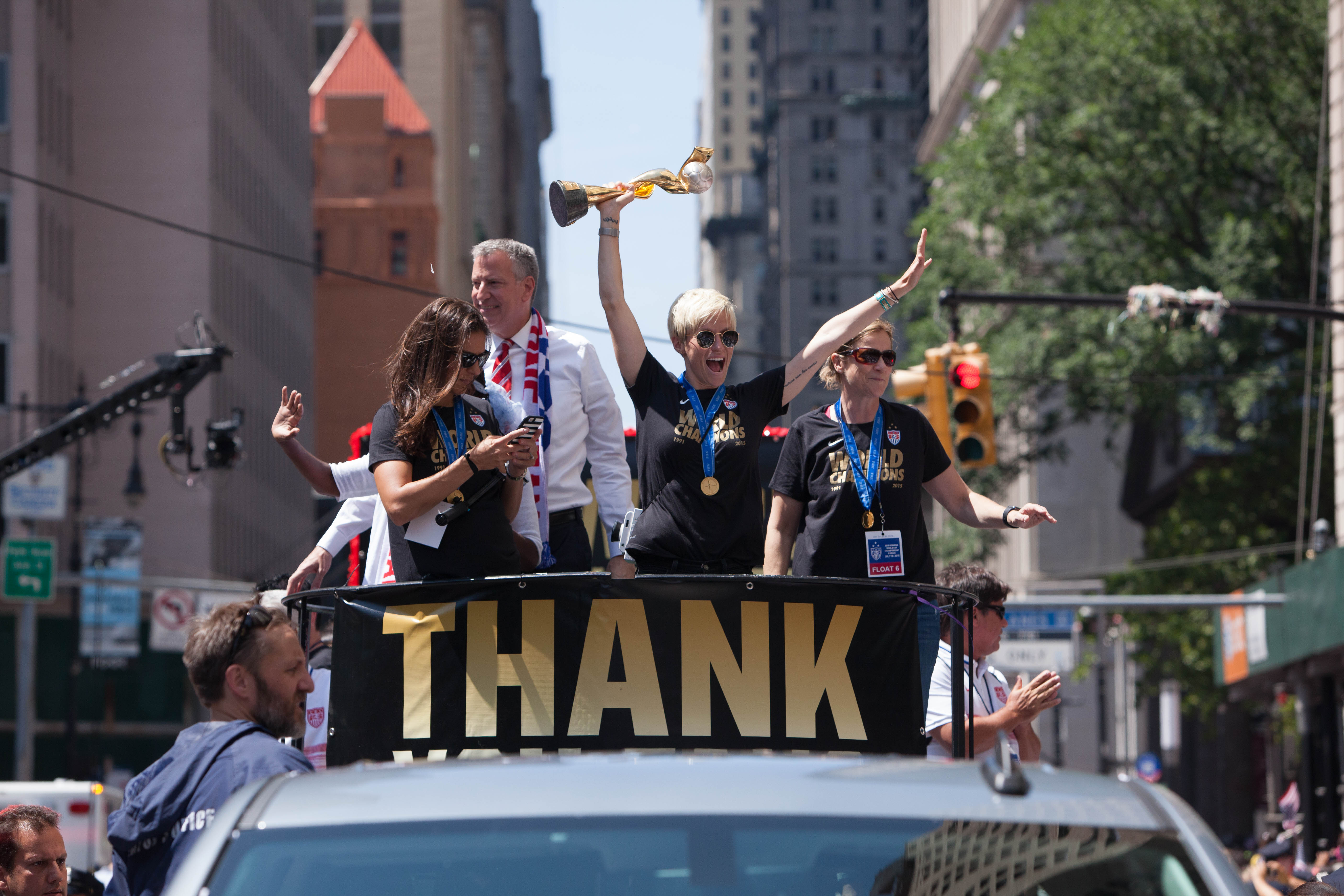
2015年7月、ニューヨークでのティッカー・テープ・パレードに参加するラピノー（中央）

2015 FIFA女子ワールドカップの優勝後、ラピノーたちアメリカ代表の優勝を記念して、ニューヨーク市でティッカー・テープ・パレード（紙吹雪を使って演出するパレード）が開かれた。女子のスポーツチームを記念してニューヨークでティッカー・テープ・パレードが行われるのは初めてであった。この時、ビル・デブラシオニューヨーク市長から「市の鍵」を授与された。10月にはホワイトハウスでバラク・オバマ大統領を訪問した。

#### 2019年
2019 FIFA女子ワールドカップの大会前、サッカー誌『EIGHT BY EIGHT』の取材に対し、仮にワールドカップに優勝してドナルド・トランプ大統領に招待されたとしても、「クソみたいなホワイトハウスに行くつもりはない」と述べた。これに対し、ワールドカップ開催中の6月26日、トランプは自らのツイッターで「ミーガンは喋る前にまず勝つべきだ」とラピノーを非難した。
ワールドカップで2連覇を達成した後の7月10日、前回同様に、ニューヨークで優勝を祝賀するパレードと式典が行われた。ラピノーは式典の終わりにスピーチを行った。「私たちのチームにはピンクや紫の髪の子、タトゥーをしている子、白人や黒人の子、ストレート、ゲイ、いろんな子がいる」とアメリカ代表のメンバーの多様性に触れ、結束と寛容さを持つことが重要であることを聴衆に訴えた。

### 国歌斉唱に関する論争
2016年9月4日、シカゴでのレッドスターズとの試合において、試合前の国歌斉唱の際にラピノーは跪く姿勢をとった。これは、人種の不平等や少数派への抑圧に抗議して試合前の国歌斉唱を拒否し議論を呼んだフットボール選手のコリン・キャパニックの行動に共鳴したものであった。
一方、3日後の9月7日、ラピノー所属のレインFCと対戦したNWSLのワシントン・スピリットは、通常の国歌演奏は行わず、選手がフィールドに入場する前に国歌を流すという措置をとった。これについてスピリットは「アメリカ人や我々のファンの大多数にとって大きな意味を持つ伝統をハイジャックする者（ラピノーのこと）を喜んで認めることはできない」とする旨の声明を発表した。これに対しラピノーは「アメリカ最大の悲劇の一つ（アメリカ同時多発テロ事件）の4日前に、『ハイジャック』という言い方をされたのはとても不愉快だ」と不快感を表明した。その後、9月15日に行われた代表のタイ戦でもラピノーは跪く行為を続けた。これについて、アメリカ合衆国サッカー連盟は「国を代表することは代表選手やコーチにとっての特権・名誉であり、したがって国歌はアメリカサッカーにとって重要である。国内外の観衆の前で国歌を演奏することは、アメリカ国民が享受してきた自由について思いを馳せる機会となる。我々は国を代表するという特権を与えられた者として、選手やコーチは国歌演奏中に起立し、国旗に敬意を払うことを期待する」と声明を発表した。ラピノーはこの声明に対し、「抗議から身を守るために愛国心を利用するのはとても臆病だ」と述べ、おそらく今後一切国歌を歌わないだろうと語った。
2019年のワールドカップにおいても、国歌演奏の際に起立はしたものの、国歌は歌わず、胸の前に手を当てるポーズはとらなかった。

### 女子選手の待遇改善の訴え
2016年から、雇用機会均等委員会に対する男女選手の賃金格差の是正を求める申し立てに参加している。2019年3月、27人の同僚選手とともに、アメリカ合衆国サッカー連盟が性差別的な待遇を行っているとして訴訟を起こした。同年のワールドカップ期間中の記者会見においても、ワールドカップの優勝賞金の男女間格差を指摘し、国際サッカー連盟（FIFA）を批判した。

### アジア人への差別発言
2021年6月17日、ビクトリアズ・シークレットのスポークスマンに選ばれたことがきっかけとなりTwitter上で2011年5月20日に投稿したアジア人への差別発言が取り沙汰され炎上する事態となった。

## メディアでの言及

### 新聞・雑誌
2013年3月号のCurveで表紙を飾った。2012年8月6日号のスポーツ・イラストレイテッドおよび2012年7月号のOutで特集された。2013年8月11日のニューヨーク・タイムズでは、彼女のオリンピック・リヨンや代表での経験、同性愛のカミングアウトなどが取り上げられた。2019年、スポーツ・イラストレイテッドの水着特集に、同性愛者の女性としては初めて取り上げられた。

### テレビ・映画
ラピノーはザ・デイリー・ショー、トゥデイ、レイチェル・マドー・ショー、グッド・モーニング・アメリカなどのテレビ番組に出演した経験がある。2012年、ESPNで放送されたアメリカ代表の特集番組Title IX is Mine: USWNT に出演した。また、同年11月には、FOXスポーツでラピノー自身に焦点を当てた Fox Soccer Exclusive: Megan Rapinoe も放送された。
2016年、チームメイトのホープ・ソロやクリスタル・ダンとともにドキュメンタリー番組 Keeping Score に出演した。このドキュメンタリーは2016年リオデジャネイロオリンピックに向けて準備する選手たちの姿を追うとともに、報酬の男女間格差や人種差別などの問題にも言及するものであった。2019年1月、セリーナ・ウィリアムズ、シモーネ・バイルズ、イブティハージ・ムハンマド（アメリカのフェンシング選手）、クロエ・キムら女性アスリートとナイキのCM "Dream Crazier" で共演した。このCMは2019年のアカデミー賞の途中に放送された。同年12月には、LGBTQ+の人々の人間模様を描いたShowtimeのテレビドラマ『Lの世界 ジェネレーションQ』に本人役でゲスト出演し、自身の生い立ちや経験について語った。
2020年4月18日には、新型コロナウイルス（COVID-19）への対策を支援するために開催され、ネット上で配信されたチャリティーイベント「Together at Home」に出演した。

### テレビゲーム
ラピノーは、女子選手が初めて収録されたFIFAシリーズ（EAスポーツ）のゲームソフトであるFIFA 16にアメリカ代表のチームメイトともに登場した。2015年9月、ラピノーはカーリー・ロイドについで二番目に高い選手レートに位置付けられた。

### マッチレポート
1. ↑  “U.S. Women Defeat Chinese Taipei, 10–0, Behind Wambach's Hat-trick”.   United States Soccer Federation (2006年10月1日). 2013年10月13日時点のオリジナルよりアーカイブ。2014年3月2日閲覧。
2. ↑  “Rapinoe Goal Gives U.S. 1–0 Win Against Norway”.   United States Soccer Federation (2009年3月9日). 2014年3月6日時点のオリジナルよりアーカイブ。2014年3月2日閲覧。
3. ↑  “U.S. Women Score Twice in Each Half to Defeat Canada 4–0 at BMO Field in Toronto”.   United States Soccer Federation (2009年3月25日). 2013年10月13日時点のオリジナルよりアーカイブ。2014年3月2日閲覧。
4. ↑  “Abby Wambach Scores Twice as U.S. Defeats Sweden 3–0 at Rentschler Field”.   United States Soccer Federation (2010年7月17日). 2014年3月23日時点のオリジナルよりアーカイブ。2014年3月2日閲覧。
5. ↑  “Two First Half Goals Give U.S. Women 2–1 Win against China”.   United States Soccer Federation (2010年10月2日). 2014年3月23日時点のオリジナルよりアーカイブ。2014年3月2日閲覧。
6. ↑  “U.S. Women Defeat Guatemala 9–0 to Qualify for Semi-finals at CONCACAF Women's World Cup Qualifying in Cancun, Mexico”.   United States Soccer Federation (2010年3月30日). 2014年3月23日時点のオリジナルよりアーカイブ。2014年3月2日閲覧。
7. ↑  “U.S. Women Defeat Japan 2–1 to Open 2011 Algarve Cup in Portugal”.   United States Soccer Federation (2011年3月2日). 2011年3月8日時点のオリジナルよりアーカイブ。2011年3月2日閲覧。
8. ↑  “U.S. Women's National Team Falls 2–1 to England”.   United States Soccer Federation (2011年4月2日). 2014年3月23日時点のオリジナルよりアーカイブ。2014年3月2日閲覧。
9. ↑  “U.S. Secures Place in Quarterfinal Phase of 2011 FIFA Women's World Cup with Dominating 3–0 Victory against Colombia”.   United States Soccer Federation (2011年7月2日). 2014年2月28日時点のオリジナルよりアーカイブ。2014年3月2日閲覧。
10. ↑  “U.S. Women's National Team Qualifies for Semi-finals of 2012 CONCACAF Olympic Women's Qualifying with 13–0 Victory Against Guatemala”.   United States Soccer Federation (2012年1月22日). 2014年2月22日時点のオリジナルよりアーカイブ。2014年3月2日閲覧。
11. ↑  “U.S. Women's National Team Clinches Quarterfinal Berth with 3–0 Victory Against Colombia in Group G”.   United States Soccer Federation (2012年7月28日). 2012年8月1日時点のオリジナルよりアーカイブ。2014年3月2日閲覧。
12. ↑  “U.S. Women's National Team Defeats Canada 4–3 in Drama Filled Overtime Match to Qualify for Gold Medal Game at 2012 Olympics”.   United States Soccer Federation (2012年8月8日). 2013年11月9日時点のオリジナルよりアーカイブ。2014年3月2日閲覧。
13. ↑  “U.S. Women's National Team Topples Costa Rica 8–0 to Open Fan Tribute Tour in Rochester”.   United States Soccer Federation (2012年9月1日). 2014年2月22日時点のオリジナルよりアーカイブ。2014年3月2日閲覧。
14. ↑  “U.S. Women's National Team Defeats Ireland 2–0 at University of Phoenix Stadium in Glendale, Ariz.”.   United States Soccer Federation (2012年12月1日). 2014年2月28日時点のオリジナルよりアーカイブ。2014年3月2日閲覧。
15. ↑  “U.S. Women's National Team Defeats China PR 4–1 Boca Raton.”.   United States Soccer Federation (2012年12月15日). 2014年3月10日時点のオリジナルよりアーカイブ。2014年3月2日閲覧。
16. ↑  “U.S. WNT Wins Second Straight Against Scotland”.   United States Soccer Federation (2013年2月13日). 2014年2月26日時点のオリジナルよりアーカイブ。2014年3月2日閲覧。
17. ↑  “Krieger and Engen Tally First International Goals as U.S. WNT Defeats China PR 5–0 at Algarve Cup in Portugal”.   United States Soccer Federation (2013年3月8日). 2013年3月11日時点のオリジナルよりアーカイブ。2014年3月2日閲覧。
18. ↑  “U.S. Women's National Team Ties Germany in 3–3 Thriller on the 100th Anniversary of the United States Soccer Federation”.   United States Soccer Federation (2013年4月5日). 2013年10月19日時点のオリジナルよりアーカイブ。2014年3月2日閲覧。
19. ↑  “U.S. WNT Defeats New Zealand 4–1 at Candlestick Park in San Francisco”.   United States Soccer Federation (2013年10月27日). 2013年10月29日時点のオリジナルよりアーカイブ。2013年10月27日閲覧。
20. ↑  “U.S. WNT Routs Russia 8–0 in Second Leg in Front of 16,133 Fans at Georgia Dome”.   United States Soccer Federation (2014年2月13日). 2014年3月5日時点のオリジナルよりアーカイブ。2014年3月2日閲覧。
21. ↑  “U.S. WNT Falls to Denmark 5–3 in Final Group B Match at Algarve Cup”.   United States Soccer Federation (2014年3月10日). 2014年3月10日時点のオリジナルよりアーカイブ。2014年3月10日閲覧。
22. ↑  “2–0 Victory in Colorado: U.S. WNT vs.China PR”.   United States Soccer Federation (2014年4月6日). 2014年4月9日時点のオリジナルよりアーカイブ。2019年8月26日閲覧。
23. ↑  “U.S. WNT Tallies Three Second-Half Goals in 4–1 Rout of Switzerland”.   United States Soccer Federation (2014年8月20日). 2014年8月21日時点のオリジナルよりアーカイブ。2019年8月26日閲覧。
24. ↑  “U.S. WNT Defeats Mexico 4–0 in Final Tune-Up for CONCACAF Women's Championship”.   U.S.Soccer. 2014年9月21日時点のオリジナルよりアーカイブ。2019年8月26日閲覧。
25. ↑  “WNT Takes Control of Group A with 5–0 Victory against Guatemala”.   U.S.Soccer. 2014年10月20日時点のオリジナルよりアーカイブ。2019年8月26日閲覧。
26. ↑  “WNT Edged 3–2 by Brazil in Second Match at International Tournament of Brasilia”.   U.S.Soccer. 2014年12月15日時点のオリジナルよりアーカイブ。2019年8月26日閲覧。
27. ↑  “Rapinoe Brace Powers WNT to 3–1 World Cup Opening Win Over Australia”.   U.S.Soccer. 2015年6月10日時点のオリジナルよりアーカイブ。2019年8月26日閲覧。
28. ↑  “USA Fights Back to Claim Dramatic 4–3 Win vs. Brazil in #ToN2017”.   United States Soccer Federation. 2017年7月31日時点のオリジナルよりアーカイブ。2019年8月26日閲覧。
29. ↑  “Rapinoe, Pugh, Morgan Fire USA to 3–0 Win vs. Japan in Strong #ToN2017 Finish”.   United States Soccer Federation. 2017年8月4日時点のオリジナルよりアーカイブ。2019年8月26日閲覧。
30. ↑  “WNT Downs Korea Republic 3–1 in New Orleans”.   United States Soccer Federation. 2017年10月20日時点のオリジナルよりアーカイブ。2019年8月26日閲覧。
31. ↑  “WNT Blanks Germany 1–0 on Wintry Night in Columbus at 2018 SheBelieves Cup”.   United States Soccer Federation. 2018年3月2日時点のオリジナルよりアーカイブ。2019年8月26日閲覧。
32. ↑  “Carli Lloyd Scores 100th Goal in Wild 6–2 Win vs. Mexico”.   United States Soccer Federation (2018年4月8日). 2018年4月8日閲覧。
33. ↑  “Rapinoe, Heath Goals Lift WNT 2–1, USA Completes Sweep of China PR in Cleveland”.   United States Soccer Federation (2018年6月12日). 2018年4月9日時点のオリジナルよりアーカイブ。2019年8月26日閲覧。
34. ↑  “Rapinoe, Morgan Bag Braces As Usa Rolls Past Mexico 6–0 In 2018 Concacaf Women's Championship Opener”.   United States Soccer Federation (2018年10月4日). 2018年10月5日閲覧。
35. ↑  “Usa Qualifies For 2019 Fifa Women's World Cup With Big Win Vs. Jamaica”.   United States Soccer Federation (2018年10月14日). 2018年10月15日閲覧。
36. ↑  “Usa Ties Japan 2–2 In Teams' First 2019 Shebelieves Cup Match”.   United States Soccer Federation (2019年2月27日). 2019年5月13日閲覧。
37. ↑  “Usa Draws England 2–2 In Second 2019 Shebelieves Cup Match”.   United States Soccer Federation (2019年3月2日). 2019年5月13日閲覧。
38. ↑  “Morgan Scores 100Th Goal As Wnt Fights Back To Beat Australia 5–3”.   United States Soccer Federation (2019年4月4日). 2019年5月13日閲覧。
39. ↑  “Usa Surges To World Cup Record 13–0 Win In Opening Match Against Thailand”.   United States Soccer Federation (2019年6月11日). 2019年6月11日閲覧。
40. ↑  “uswnt-vs-spain”. 2019年10月7日閲覧。